# Indoor lacrosse
L'indoor lacrosse o box lacrosse è una variante del lacrosse praticata diffusamente soprattutto in Nord America e Repubblica Ceca. Si gioca d'estate in palazzetti per l'hockey su ghiaccio, dopo aver rimosso il ghiaccio. Questo sport fu inventato negli anni trenta del secolo scorso.
La diffusione di questo gioco è minore rispetto al lacrosse tradizionale, ma è lo sport nazionale estivo del Canada dal 1994.

## Regolamento
Al contrario del lacrosse praticato su campo di gioco più grande, il box lacrosse non si pratica all'aperto, ma nei campi da hockey, più piccoli, su superfici sintetiche o di cemento. Ogni squadra ha sei giocatori, tra cui un portiere, e un numero variabile di sostituti in panchina (tra i 16 e i 24). Come nell'hockey, il portiere può essere sostituito da un giocatore di movimento, cosa che può accadere tipicamente alla fine di una partita in situazioni di recupero.
La porta è più piccola (1,2 m × 1,4 m) e la squadra in attacco ha un tempo limitato (30 secondi) per andare al tiro. Una partita è composta da tre periodi di venti minuti ciascuno e prevede i tempi supplementari in caso di parità.
Negli Stati Uniti d'America e Canada, lo sport è regolato dalla National Lacrosse League, che adopera piccole variazioni di regolamento, soprattutto relative ai materiali e al tempo di gioco. La NLL è considerata la maggiore lega di box lacrosse al mondo per livello e prestigio.
I primi campionati mondiali di indoor lacrosse si sono tenuti nel 2003. A parteciparvi furono le squadre nazionali di Australia, Canada, Repubblica Ceca, Irochesi, Scozia e Stati Uniti d'America e sono stati vinti dal Canada.